# Prudhoe Bay (aardolieveld)

Boortoren I-5 op Endicott

Olieseparatiestation op Endicott

Exploitatiecentrum van BP

Het aardolieveld Prudhoe Bay is het grootste olieveld in de Verenigde Staten. Het is gelegen in het noorden van Alaska in de North Slope. Het is zo'n tweemaal zo groot als het Oost-Texasveld dat na Prudhoe Bay het grootste veld is van de Verenigde Staten.

## Ontdekking
In 1958 werd de North Slope tussen de Naval Petroleum Reserve in het westen en de Arctic National Wildlife Refuge in het oosten vrijgegeven door de federale overheid voor concessies. Het jaar daarop werd Alaska de 49e staat van de Verenigde Staten, waarmee de rechten over dit gebied overgingen op de staat.
Op dat moment richtte de olie-industrie zich nog op het zuiden van Alaska waar in 1957 het olieveld Swanson River bij het schiereiland Kenai was ontdekt door de Richfield Oil Corporation. Daarop stuurde de oliemaatschappij vanaf 1959 geologen naar het poolgebied in het noorden. Vanaf 1963 werd er seismisch onderzoek uitgevoerd, wat in 1964 de Prudhoestructuur opleverde.
Ook British Petroleum liet hier met Sinclair seismisch onderzoek uitvoeren en BP wist in de rondes van 1964 en 1965 enkele concessies te verkrijgen. Richfield wist met Humble Oil in 1965 in het oostelijke deel een concessie te verkrijgen. Het jaar daarop fuseerde Richfield met de Atlantic Refining Company tot Atlantic Richfield (Arco).
Proefboringen bleven de jaren daarna voor zowel BP als Atlantic Richfield zonder succes met alleen droge putten. Op 12 maart 1968 werd echter door Atlantic Richfield in Prudhoe Bay no. 1 olie aangeboord. In juni werd dit gevolgd door evaluatieboring Sag River no. 1 waar ook olie werd aangeboord. BP boorde met succes Put River no. 1 in maart 1969 in hun concessie.

## Ontwikkeling
De evaluatieboringen maakten duidelijk dat het een zeer groot veld betrof met een reserve die toen geschat werd op zo'n 9,6 miljard vaten. Daarop werd de ontwikkeling van het veld in gang gezet door productieputten te boren. BP was daarbij operator van de Western Operating Area (WOA, Oil Rim), terwijl Arco de operator was van de Eastern Operating Area (EOA, Gas Cap).
Daarnaast werd een infrastructuur opgezet tussen al deze productieputten. Pijpleidingen brachten de olie naar separatiestations (gathering centers geheten in WOA, flow stations in EOA). De productie wordt daar gescheiden in ruwe olie, gas en water. Het geassocieerd gas en water wordt sinds de jaren 1980 grotendeels weer in het veld geïnjecteerd. Met deze water- en gasherinjectie wordt de druk op peil gehouden.
Om de productie af te voeren, kon echter geen gebruik worden gemaakt van havens aan de Noordelijke IJszee die vrijwel onbegaanbaar was door het ijs. Een pijpleiding naar Valdez in het zuiden van Alaska moest uitkomst bieden, maar dit stuitte op weerstand van milieubewegingen. Dat in 1969 in het olieveld Dos Cuadras in Californië de Santa Barbaraolieramp plaatsvond, hielp daarbij niet. Pas na de oliecrisis van 1973 kreeg de aanleg van de Trans-Alaskapijpleiding definitief groen licht. Technische uitdagingen speelden daarna ook een rol in dit moeilijke terrein met veel aardbevingen. Uiteindelijk werd de bouw in juni 1977 voltooid en kon de productie vanuit Prudhoe Bay werkelijk beginnen.
In 1979 produceerde het veld zo 1,5 miljoen vaten per dag uit 200 putten. Tot 1988 kon dit door Alaska vastgestelde plafond worden volgehouden door meer putten te boren. In 1988 lag dit op 690 en was in 1991 toegenomen tot 855 putten. Het aantal putten bleef daarna min of meer gelijk doordat er vrijwel evenveel putten geboord werden als er verlaten werden.
Sinds 1998 zijn een aantal satellietvelden ontdekt. Dit zijn Midnight Sun, Aurora, Orion, Polaris en Borealis. Deze maken gebruik van de bestaande infrastructuur.
In 1969 werd Sinclair overgenomen door Arco, terwijl Arco zelf in 2000 werd overgenomen door BP. Daarmee werd BP operator van het gehele veld.